# Fréquentation de la tour Eiffel
 (février 2024).

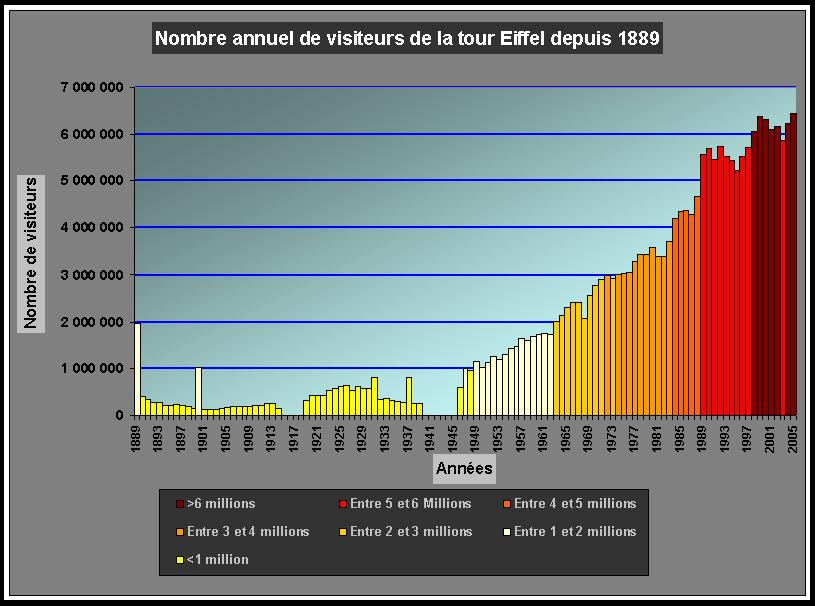
La fréquentation de la tour Eiffel de 1889 à 2005.

Hormis pendant les grandes occasions historiques (expositions universelles de 1889 et de 1900, exposition coloniale de 1931 et exposition des Arts et Techniques de 1937), la fréquentation de la tour Eiffel n'a véritablement explosé que dans les années 1960 avec l'essor du tourisme mondial. Même s'il apparaît évident – de nos jours, tout du moins – de considérer la tour Eiffel comme un édifice de renommée mondiale, visité et reconnu, seules les données fournies par les exploitants du lieu permettent d'appréhender l'évolution de la fréquentation, qui augmente toujours mais qui a connu des soubresauts.
En ce qui concerne la notoriété de la tour Eiffel et le profil de ses visiteurs, la « photographie » présentée ci-dessous résulte d'enquêtes réalisées par TNS Sofres pour le compte de la SNTE (Société nouvelle d'exploitation de la Tour Eiffel), l'exploitant de l'édifice du 1er janvier 1980 au 31 décembre 2005.

## Fréquentation de la tour Eiffel
Les résultats ci-dessous résultent des statistiques officielles tenues par les exploitants successifs de la tour Eiffel.

### Fréquentation annuelle
| Nombre de visiteurs annuels, de 1889 à nos jours |           |       |           |       |           |       |           |       |           |       |           |       |           |
| Année                                            | Visiteurs | Année | Visiteurs | Année | Visiteurs | Année | Visiteurs | Année | Visiteurs | Année | Visiteurs | Année | Visiteurs |
| 1889                                             | 1 968 287 | 1911  | 204 168   | 1933  | 363 720   | 1955  | 1 435 192 | 1977  | 3 298 844 | 1999  | 6 368 534 | 2021  | 2 058 000 |
| 1890                                             | 393 414   | 1912  | 258 950   | 1934  | 322 969   | 1956  | 1 476 400 | 1978  | 3 430 886 | 2000  | 6 315 324 | 2022  | 5 849 000 |
| 1891                                             | 335 829   | 1913  | 261 337   | 1935  | 288 643   | 1957  | 1 632 647 | 1979  | 3 429 571 | 2001  | 6 103 987 | 2023  | 6 318 000 |
| 1892                                             | 277 276   | 1914  | 152 725   | 1936  | 264 145   | 1958  | 1 591 005 | 1980  | 3 594 190 | 2002  | 6 157 042 | 2024  | 6 300 000 |
| 1893                                             | 265 894   | 1915  | Fermée    | 1937  | 809 978   | 1959  | 1 668 558 | 1981  | 3 393 208 | 2003  | 5 864 969 |       |           |
| 1894                                             | 210 836   | 1916  | Fermée    | 1938  | 258 306   | 1960  | 1 735 230 | 1982  | 3 399 683 | 2004  | 6 230 050 |       |           |
| 1895                                             | 218 974   | 1917  | Fermée    | 1939  | 252 495   | 1961  | 1 763 448 | 1983  | 3 701 558 | 2005  | 6 428 441 |       |           |
| 1896                                             | 226 654   | 1918  | Fermée    | 1940  | Fermée    | 1962  | 1 735 796 | 1984  | 4 183 857 | 2006  | 6 719 200 |       |           |
| 1897                                             | 199 827   | 1919  | 311 714   | 1941  | Fermée    | 1963  | 2 013 594 | 1985  | 4 368 573 | 2007  | 6 959 186 |       |           |
| 1898                                             | 183 391   | 1920  | 417 869   | 1942  | Fermée    | 1964  | 2 143 173 | 1986  | 4 386 291 | 2008  | 6 929 463 |       |           |
| 1899                                             | 149 580   | 1921  | 426 635   | 1943  | Fermée    | 1965  | 2 295 193 | 1987  | 4 293 187 | 2009  | 6 603 792 |       |           |
| 1900                                             | 1 024 887 | 1922  | 422 172   | 1944  | Fermée    | 1966  | 2 405 554 | 1988  | 4 668 468 | 2010  | 6 709 634 |       |           |
| 1901                                             | 131 724   | 1923  | 551 444   | 1945  | Fermée    | 1967  | 2 416 502 | 1989  | 5 580 363 | 2011  | 7 086 273 |       |           |
| 1902                                             | 121 144   | 1924  | 585 730   | 1946  | 603 349   | 1968  | 2 070 417 | 1990  | 5 698 613 | 2012  | 6 270 000 |       |           |
| 1903                                             | 122 979   | 1925  | 631 758   | 1947  | 1 009 161 | 1969  | 2 561 157 | 1991  | 5 442 346 | 2013  | 6 740 000 |       |           |
| 1904                                             | 156 918   | 1926  | 657 004   | 1948  | 958 386   | 1970  | 2 757 768 | 1992  | 5 747 357 | 2014  | 7 097 302 |       |           |
| 1905                                             | 169 770   | 1927  | 555 087   | 1949  | 1 143 046 | 1971  | 2 899 070 | 1993  | 5 537 155 | 2015  | 6 917 000 |       |           |
| 1906                                             | 182 399   | 1928  | 634 819   | 1950  | 1 026 631 | 1972  | 3 003 659 | 1994  | 5 419 462 | 2016  | 5 841 026 |       |           |
| 1907                                             | 190 026   | 1929  | 577 624   | 1951  | 1 129 637 | 1973  | 2 914 814 | 1995  | 5 212 677 | 2017  | 6 207 303 |       |           |
| 1908                                             | 189 338   | 1930  | 580 075   | 1952  | 1 250 094 | 1974  | 3 018 455 | 1996  | 5 530 279 | 2018  | 6 070 000 |       |           |
| 1909                                             | 181 574   | 1931  | 822 550   | 1953  | 1 204 371 | 1975  | 3 045 573 | 1997  | 5 719 773 | 2019  | 6 140 000 |       |           |
| 1910                                             | 203 803   | 1932  | 339 242   | 1954  | 1 301 152 | 1976  | 3 050 606 | 1998  | 6 051 603 | 2020  | 1 560 000 |       |           |

Quelques précisions pour certaines dates :
- 1889 : Exposition universelle du 6 mai au 31 octobre
- 1900 : Exposition universelle du 14 avril au 10 novembre
- 1915-1918 : Première Guerre mondiale et fermeture de la tour Eiffel au public
- 1931 : Exposition coloniale à Paris
- 1937 : Exposition internationale des Arts et Techniques à Paris
- 1940 - 1945 : Seconde Guerre mondiale et fermeture de la tour Eiffel au public
- 1946 : Réouverture de la tour Eiffel au public en juin
- Mars 1981-septembre 1982 : grands travaux de rénovation de l'édifice
- 1986 : de nouvelles illuminations pour la nuit sont mises en place
- 1989 : fête du centenaire de la tour Eiffel

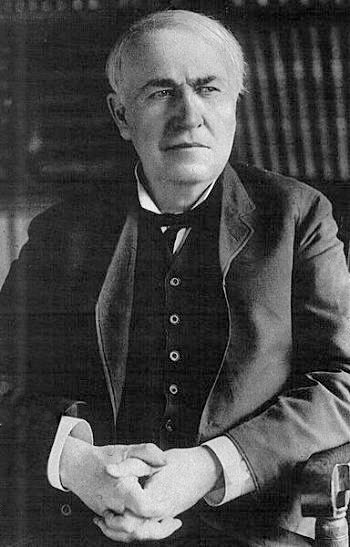
Le 10 septembre 1889, Thomas Edison visite la tour et rencontre Gustave Eiffel. De nos jours, le troisième étage de la tour abrite une reconstitution de type "musée Grévin" reconstituant la scène.

## Profil des visiteurs de la tour Eiffel
Les résultats exposés ci-dessous résultent d'une enquête menée auprès des visiteurs de la tour Eiffel dont le but était :
- D'obtenir une «photographie» de la typologie des visiteurs (nationalité, âge et activité professionnelle)
- De mesurer le niveau de satisfaction après la visite et connaître les attentes du public.

Pour être la plus représentative possible, cette enquête, réalisée par l’institut TNS Sofres à la demande de la SNTE (Société nouvelle d'exploitation de la Tour Eiffel, l'exploitant de l'édifice du 1er janvier 1980 au 31 décembre 2005), a duré 1 an, de mai 2004 à avril 2005, auprès des visiteurs de 15 ans et plus, à raison de 500 à 600 interviews par mois, soit 6 000 personnes interrogées au total. Elle concernait aussi bien les visiteurs individuels que les groupes (la précédente enquête avait été réalisée en 1994/1995 auprès des seuls visiteurs individuels).
55 712 relevés de nationalités ont été faits dans les files d’attente au sol, et 7686 interviews ont été réalisées en face à face aux 1er et 2e étages de la tour à l’aide de questionnaire établis dans dix langues.

### Activité des visiteurs

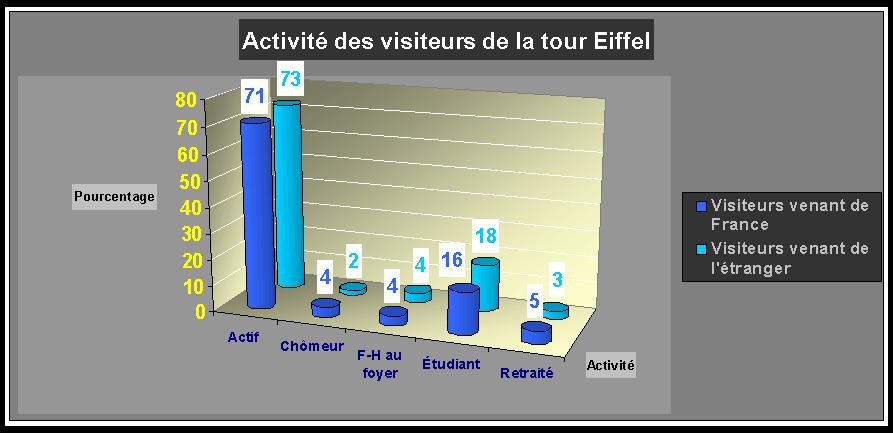
L'activité professionnelle des visiteurs de la tour Eiffel. Pour une grande majorité (> 70 %), ce sont des travailleurs actifs.

### Âge des visiteurs

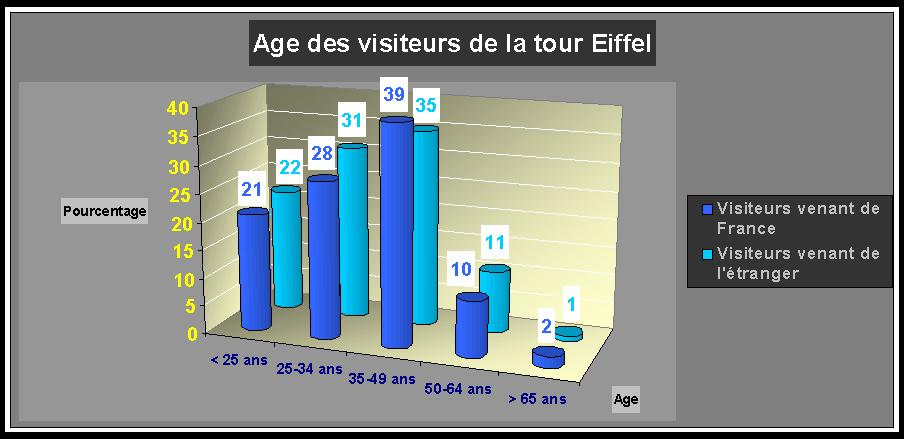
L'âge des visiteurs de la tour Eiffel, selon qu'ils viennent de France ou de l'étranger. Des différences existent selon les régions géographiques dont les plus significatives sont:
*Amérique du Nord: →25 % de 15-24 ans →17 % de 50-64 ans →3 % de 65 ans et plus
*Asie: →38 % de 25-34 ans
*Amérique centrale/Amérique du Sud: →40 % de 25-34 ans
*Australie/Nouvelle-Zélande: →22 % de 50-64 ans
*Europe de l'Ouest: →38 % de 35-49 ans
*Europe centrale/Europe de l'Est: →26 % de 15-24 ans

### Nationalité des visiteurs

#### Monde

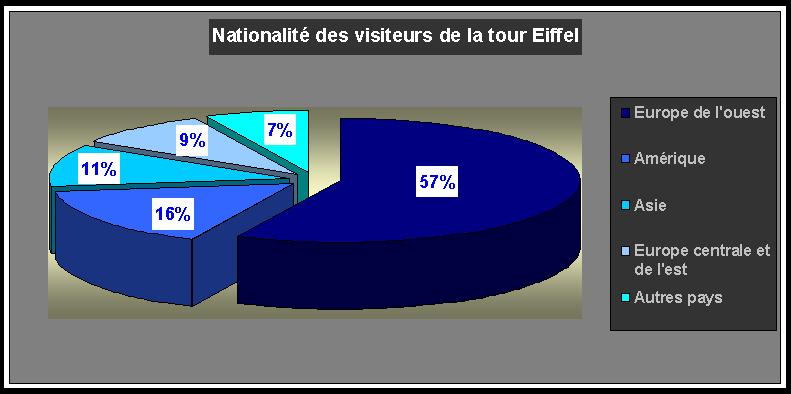
Nationalité d'origine des visiteurs de la tour Eiffel (à l'échelle mondiale). Pour plus de détails sur les pays les mieux représentés de chacune des zones géographiques, voir le tableau ci-dessous.

| Données de détails         |      |                  |     |              |     |                                   |     |                         |     |
| Zone/ Pays                 | %    | Zone/ Pays       | %   | Zone/ Pays   | %   | Zone/ Pays                        | %   | Zone/ Pays              | %   |
| Europe Occidentale, dont : | 57   | Amérique, dont : | 16  | Asie, dont : | 11  | Europe centrale/ de l'est, dont : | 9   | Autres pays, dont :     | 7   |
| France                     | 14,1 | États-Unis       | 8,9 | Chine        | 4,3 | République tchèque                | 2,2 | Australie Nelle-Zélande | 4,1 |
| Espagne                    | 9,3  | Canada           | 3   | Corée        | 1,9 | Russie                            | 2   |                         |     |
| Royaume-Uni                | 8,6  | Mexique          | 1,2 | Japon        | 1,7 | Pologne                           | 1,4 |                         |     |
| Allemagne                  | 5,3  | Brésil           | 1,1 | Inde         | 1,1 |                                   |     |                         |     |
| Italie                     | 5,1  |                  |     |              |     |                                   |     |                         |     |

#### Europe

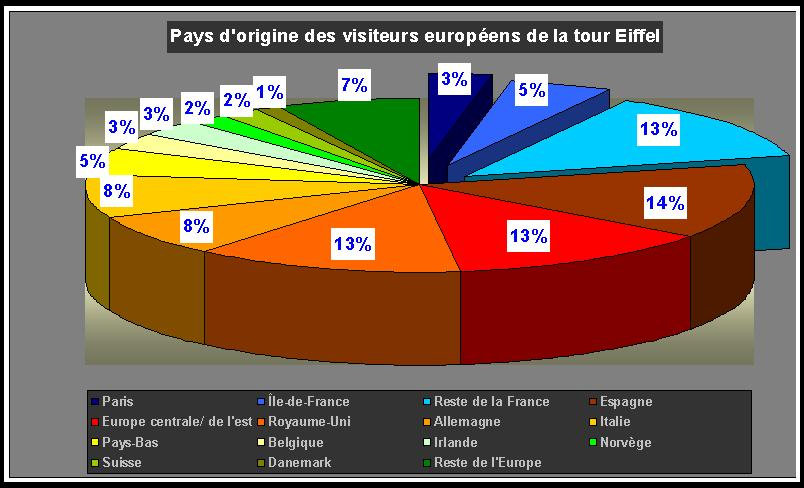
Nationalité d'origine des visiteurs de la tour Eiffel (à l'échelle européenne). Le tableau ci-contre résume les mêmes données de manière synthétique.

| Données générales (tableau récapitulatif). |      |
| Ville, région, pays ou zone géographique   | %age |
| Paris                                      | 3    |
| Île-de-France                              | 5    |
| Reste de la France                         | 13   |
| Total France                               | 21   |
| Espagne                                    | 14   |
| Europe centrale/ de l'est                  | 13   |
| Royaume-Uni                                | 13   |
| Allemagne                                  | 8    |
| Italie                                     | 8    |
| Pays-Bas                                   | 5    |
| Belgique                                   | 3    |
| Irlande                                    | 3    |
| Norvège                                    | 2    |
| Suisse                                     | 2    |
| Danemark                                   | 1    |
| Reste de l'Europe                          | 7    |
| Total Europe (hors France)                 | 79   |

#### Classement général
| Classements par ordre décroissant des 12 premiers pays dont sont issus les visiteurs de la tour Eiffel (données de 1995 et 2005) | Classements par ordre décroissant des 12 premiers pays dont sont issus les visiteurs de la tour Eiffel (données de 1995 et 2005) | Classements par ordre décroissant des 12 premiers pays dont sont issus les visiteurs de la tour Eiffel (données de 1995 et 2005) |
| Position | 1995 | 2005 |
| --- | --- | --- |
| 1 | France | France |
| 2 | Royaume-Uni | Espagne |
| 3 | États-Unis | États-Unis |
| 4 | Allemagne | Royaume-Uni |
| 5 | Europe de l'Est | Allemagne |
| 6 | Italie | Italie |
| 7 | Espagne | Chine(8e⇒9e) |
| 8 | Pays-Bas | Australie Nouvelle-Zélande |
| 9 | Belgique | Pays-Bas |
| 10 | Suède Norvège | Canada |
| 11 | Canada | Russie |
| 12 | Asie | Corée |

### Visites en ligne
La tour Eiffel est en 2022 le lieu français le plus visité sur Google Street View.
Affluence de la tour Eiffel sur le site de city Paris